# Господин президент
«Господи́н президе́нт» — эстрадное музыкальное произведение в жанре авторской песни с элементами социально-политического протеста, созданное Игорем Тальковым после августовского путча (1991).
Представляло собой обращение в художественной форме к Президенту РСФСР Борису Ельцину, стилизованное под народное, с требованием отстранения от власти Президента СССР Михаила Горбачёва (Президент СССР М. Горбачёв уйдёт в отставку в декабре 1991 года, после роспуска СССР и ликвидации должности союзного президента главами бывших союзных республик), роспуска Съезда народных депутатов и Верховного Совета РСФСР (что и сделал Ельцин спустя 2 года), ликвидации советской государственной символики и замены её на дореволюционную (что произошло тоже спустя 2 года), а также осуществления других социальных и политических реформ.
Является последней студийно-записанной песней Игоря Талькова. Эта песня должна была быть исполнена на сборном концерте звёзд эстрады 6 октября 1991 года в Санкт-Петербурге, но за несколько минут до её исполнения Игорь Тальков был убит.

## История создания

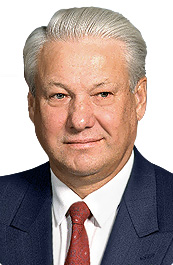
Президент РСФСР Борис Ельцин, обращением к которому является данная песня

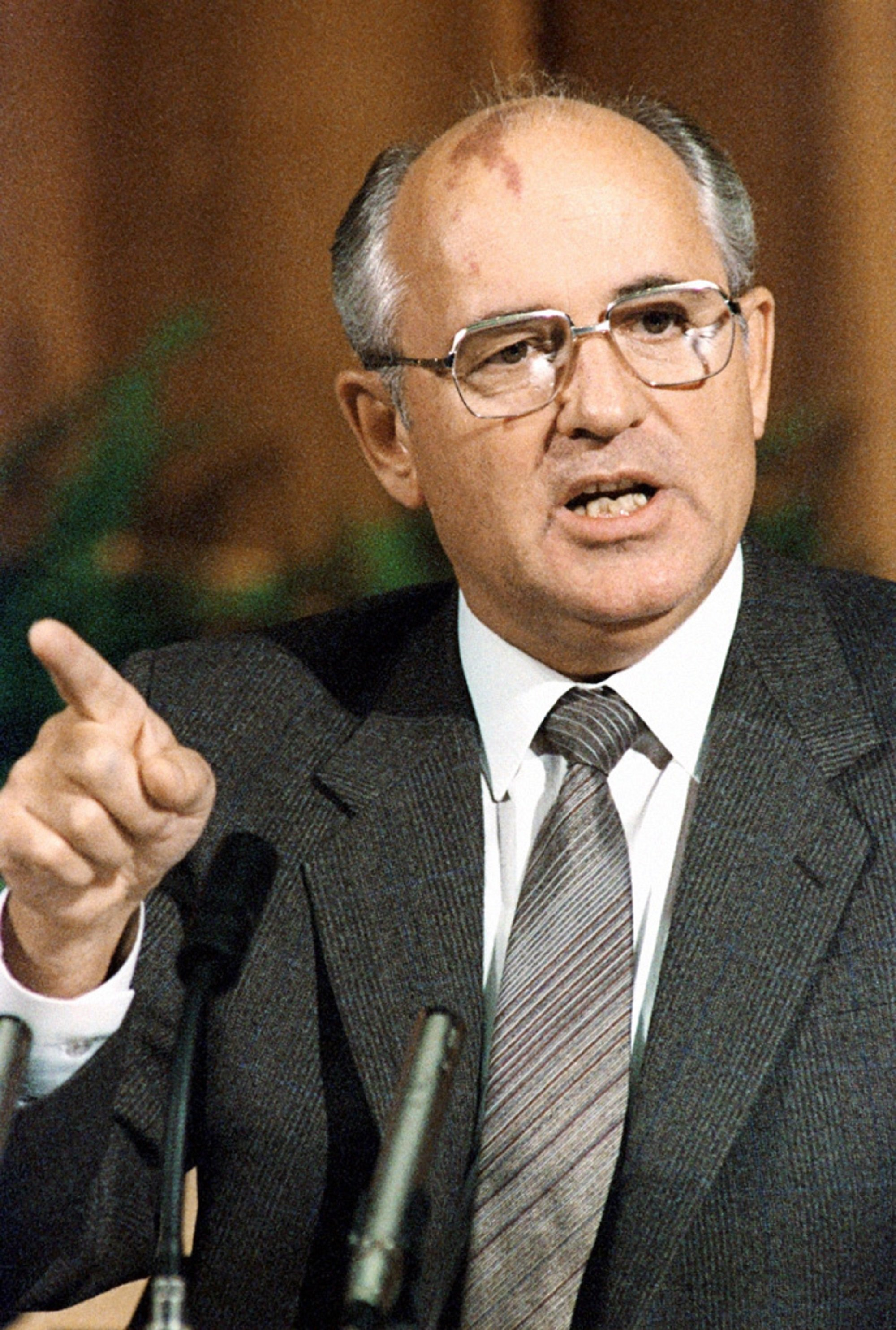
Президент СССР Михаил Горбачёв, главный «антагонист» песни

Песня была написана Игорем Тальковым после событий августовского путча 1991 года и по художественному замыслу представляла реакцию автора на происходящие в стране политические события.
На протяжении второй половины сентября 1991 года песня «Господин президент» была несколько раз исполнена Тальковым и его музыкальным коллективом «Спасательный круг» на концертных площадках Советского Союза (в частности, на концерте в Сочи 26-27 сентября, в Воркуте 28-29 сентября 1991 года и др.), где были сделаны любительские видеозаписи с этим выступлением.
Сам Тальков назвал эту песню на одном из концертов «своеобразным письмом президенту Ельцину», которое он передал ему через личного врача в конце сентября 1991 года, сказав зрителям: «сегодня он её послушает, завтра будет думать, как мы завтра будем жить дальше», и обращаясь к главному музыканту своего коллектива, Геннадию Беркову, добавил: «то ли мы завтра с тобой в КПЗ будем сидеть, то ли мы завтра будем в шоколаде. И поймем, кто есть кто».
Песня «Господин президент» должна была исполняться Игорем Тальковым совместно с музыкантами группы «Спасательный круг» 6 октября 1991 года на концерте звёзд эстрады в Санкт-Петербурге во Дворце спорта «Юбилейный», но так и не была исполнена на этом концерте, так как перед выходом на сцену Игорь Тальков был застрелен у своей гримёрки.
До гибели Тальков успел осуществить студийную запись песни «Господин президент», и она вошла в его пластинку с названием «Россия», которая была издана в конце 1991 года фирмой "ЛадЪ" уже после смерти музыканта.

## Мнения
Исследователь песенной поэзии Игоря Талькова, доктор филологических наук Илья Ничипоров назвал песню «Господин президент» ярким памфлетом, связанным с политическими реалиями августа 1991 года, в котором применён эффект повышенно эмоциональной речи, достигаемый в данном произведении  «благодаря синтезированной повествовательной форме: гневно-патетическая апелляция к власти прерывается в середине ... откровенным диалогом с другом о современной России».
Литературный критик, поэт и прозаик Сергей Казначеев в «Литературной газете» выразил мнение, что этой песней певец адресовал вполне внятные претензии тогдашнему президенту («Господин президент, назревает инцидент…»).
Литературный критик Генрих Митин назвал песню «Господин президент» открытым письмом Талькова к Ельцину, написанным на пределе отчаяния, и выразил предположение о возможности связи текста данной песни с последующим убийством Талькова.
Протоиерей Михаил Ходанов, исследовавший творчество русских поэтов XX века, написал, что Игорь Тальков задел в песне «Господин президент» конкретных живых и могущественных политиков, находившихся у власти, что являлось реальной опасностью, а упоминание в тексте песни имени Горбачёва с требованием его отстранения от власти — представляет собой настоящую гражданскую акцию и самопожертвование. «Эти слова — не сглаженные аморфные рифмы, не безликие и ни к чему не обязывающие обличения кого-то далекого, абстрактного и потому совершенно безопасного. В этой песне все конкретно, сжато и предельно обострено» — написал Ходанов. Исследователем также высказано мнение, что «песня содержит в заключительном куплете некую духовную и политическую наивность, исток которой — недостаток информации и молодость поэта».
Михаил Крыжановский, бывший в 1983—1992 гг. сотрудником разведки КГБ СССР, затем СБУ, а после этого выехавший в США, в 2010 году высказал версию о том, песня Талькова «Господин президент», написанная от имени народа, с обращением к Ельцину и требованием отстранения Горбачёва от политической власти, которую Тальков планировал спеть в «Юбилейном», а затем в «Олимпийском», являлась основанием его политического убийства, которое Крыжановский называет «санкционированым властями». Игорь Тальков-младший также не исключает гибель своего отца из-за данной песни. Однако данная версия является спорной, принимая во внимание политическую ситуацию в стране в октябре 1991 года: КПСС перестала быть правящей партией и фактически развалилась из-за приостановления деятельности российскими властями, о чём говорил сам Тальков на своем последнем концерте в Гжеле (официально была запрещена ровно через месяц после гибели Талькова); КГБ СССР подвергалось «чистке» из-за выступления ГКЧП и поэтому, как полагает журналист Тамара Мартынова, органам госбезопасности «было не до певцов с их остросоциальными песнями». Горбачев реальной властью уже не обладал.

## Издания
Кроме оригинальной пластинки «Россия» (1991), песня «Господин президент» издавалась в ряде посмертных изданий Талькова:
- В студийных альбомах: «Я вернусь» (1993), «Родина моя» (2001) и др.

## Крылатые фразы
- После появления песни её первые строки: «Господин президент, назревает инцидент» приобрели характер крылатой фразы и стали использоваться в журналистской и публицистической среде для выражения недовольства политикой первого лица государства[15].

## Варианты исполнения

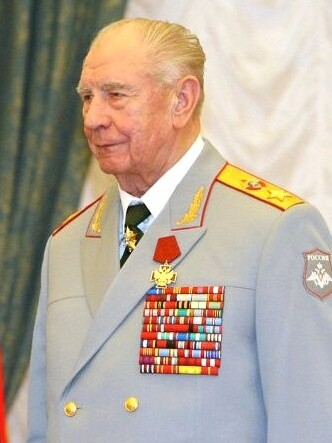
Бывший министр обороны СССР Дмитрий Язов, упоминаемый в одном из концертных вариантов текста песни

Концертные исполнения песни имели отличия от студийного варианта как фонограммами, так и текстом. В частности, на концерте в Сочи из реально существующих политиков, кроме Михаила Горбачёва, чье имя звучало в тексте студийного варианта, в припеве было упомянуто также имя арестованного участника ГКЧП — бывшего Министра обороны СССР Дмитрия Язова. Также звучит намек на возможную причастность Горбачева к ГКЧП  («Язов и Сморчков — главные злодеи?»).